# Unterseeboot UB-28
Pour les autres navires du même nom, voir Unterseeboot 28.
L'Unterseeboot UB-28 est un sous-marin (U-Boot) allemand de type UB II utilisé par la Kaiserliche Marine pendant la Première Guerre mondiale. Le sous-marin a été commandé le 30 avril 1915 et lancé le 20 décembre 1915. Il a été mis en service dans la marine impériale allemande le 27 décembre 1915.
L'UB-28 a été livré à la Grande-Bretagne le 24 novembre 1918, conformément aux exigences de l’armistice avec l’Allemagne. Il a finalement été démantelé à Bo'ness en 1919-1920.

## Conception
Sous-marin de type UB II, l'UB-28 avait un déplacement de 265 tonnes en surface et de 291 tonnes en immersion. Il avait une longueur hors tout de 36,13 m, une largeur de 4,36 m et un tirant d'eau de 3,66 m. Le sous-marin était propulsé par deux moteurs Diesel Benz à six cylindres à quatre temps produisant 267 chevaux (196 kW), deux moteurs électriques Siemens-Schuckert produisant 280 chevaux (210 kW) et un arbre d'hélice. Il était capable d’opérer à une profondeur allant jusqu’à 50 mètres.
La vitesse maximale du sous-marin était de 5,72 nœuds (10,59 km/h) en immersion et de 8,90 nœuds (16,48 km/h) en surface. Lorsqu’il était immergé, il pouvait opérer sur 45 milles marins (83 km) à 4 nœuds (7,4 km/h). En surface, il pouvait parcourir
7200 milles marins (13300 km) à 5 nœuds (9,3 km/h). L'UB-28 était armé de deux tubes lance-torpilles de 500 mm à l’avant, de quatre torpilles et d’un canon de pont SK L/40 de 50 mm. Il avait un effectif de vingt-et-un membres d’équipage et deux officiers, et un temps de plongée de trente secondes.

## Commandants
- Oblt.z.S. Ernst Rosenow[4] : du 27 décembre 1915 au 13 janvier 1916